# Ширін Абу-Акле
Ширін Абу-Акле (араб. شيرين أبو عاقلة, трансліт. Šīrīn Abū ʿĀqle; 3 квітня 1971 — 11 травня 2022) — відома палестино-американська журналістка, яка 25 років працювала репортеркою на Al Jazeera, перш ніж була вбита, коли вона була в синьому жилеті для журналістів і висвітлювала рейд на табір біженців у Дженіні на окупованому Ізраїлем Західному березі. Абу Аклех була однією із найвидатніших постатей на Близькому Сході за її десятиліття репортажів на палестинських територіях і вважалася прикладом для наслідування для багатьох арабських і палестинських жінок.
Після її смерті 11 травня 2022 року Ізраїль заперечив свою відповідальність і звинуватив палестинських бойовиків. Країна поступово змінювала свій наратив, поки повністю не визнала, що, найімовірніше, журналістку «випадково» вбили її збройні сили, але Ізраїль відмовився розпочати кримінальне розслідування. Це визнання було зроблено після кількох незалежних розслідувань, проведених міжнародними ЗМІ, Верховним комісаром ООН з прав людини та Державним департаментом США. Forensic Architecture 20 вересня спростувала висновки Ізраїлю та заявила, що Абу Аклех була навмисно атакованою і їй було відмовлено в медичній допомозі. У листопаді 2022 року Міністерство юстиції США почало розслідування вбивства, що Ізраїль засудив і відмовився співпрацювати. Племінниця журналістки Ліна Абу Аклех відтоді вимагає притягнути до відповідальності ізраїльського солдата.
Її смерть та подальший насильницький зрив похорону викликав широке міжнародне засудження Ізраїлю. Під час похорону ізраїльські поліцейські атакували носіїв труни у лікарні Святого Йосипа в Східному Єрусалимі кийками та світлошумовими гранатами. Саму лікарню штурмувала ізраїльська поліція, яка била, штовхала, топтала пацієнтів, закидала світлошумовими гранатами, поранивши та завдавши опіків медперсоналу. Установа оприлюднила заяву християнських церков Святої Землі, в якій заявила, що дії ізраїльської поліції становлять «вторгнення та непропорційне застосування сили» та порушення «права на свободу віросповідання». На її похоронах були присутні десятки тисяч палестинців, які несли прапори та скандували націоналістичні пісні. Вважається, що це були найбільші палестинські похорони в Єрусалимі за останні двадцять років.
26 жовтня 2023 року ізраїльська армія під час рейду зруйнувала бульдозером меморіал, встановлений на місці її вбивства.

## Молодість і освіта
Абу Аклех народилась в Єрусалимі в 1971 році в родині Лулі та Насрі Абу Аклех, палестинських арабів-християнин (мелькіт-католикиків) з Вифлеєму. Вона провела деякий час у Сполучених Штатах, отримавши громадянство США через членів родини її матері, які жили в Нью-Джерсі. Батьки Абу Аклех померли, коли вона була маленькою. У неї є один брат.
Абу Аклех відвідувала середню школу в Rosary Sisters в Бейт-Ханіні, потім вступила до Йорданського університету науки і технологій, щоб вивчати архітектуру, але вирішила не займатися цією професією; замість цього вона перевелася до Університету Ярмук в Йорданії, який закінчила зі ступенем бакалавра друкованої журналістики. Після закінчення навчання Абу-Аклех повернулася до Палестини.

## Кар'єра
Абу Аклех, телевізійний сегмент "Аль-Джазіри"
Абу Аклех працювала журналісткою на Радіо Монте-Карло та Голосі Палестини . Крім того, вона працювала на БАПОР (Близькосхідне агентство ООН для допомоги палестинським біженцям і організації робіт), супутниковий канал Аммана та MIFTAH (Палестинська ініціатива сприяння глобальному діалогу та демократії). У 1997 році вона почала працювати журналісткою для Аль-Джазіри як один із їхніх перших польових кореспондентів, ставши добре відомою як репортер на їхньому арабомовному каналі. Вона жила і працювала в Східному Єрусалимі, робила репортажі про важливі події, пов'язані з Палестиною, включаючи Другу інтифаду, а також висвітлювала ізраїльську політику. Вона часто повідомляла про похорони палестинців, убитих ізраїльськими військами.
Повідомляючи про події, включаючи битву за Дженін у 2002 році та різноманітні ізраїльські операції в Секторі Газа, а також роблячи інтерв'ю з палестинськими ув'язненими у в'язниці Шікма у 2005 році, бувши першою арабською журналісткою, яку допустили до будівлі, Абу Аклех висловила стурбованість тим, що стала мішенню для Армії оборони Ізраїлю (ЦАХАЛ) та озброєних ізраїльських поселенців. В одному з інтерв'ю Al Jazeera вона заявила, що ізраїльська влада неодноразово звинувачувала її у фотографуванні об'єктів під охороною.
Абу Акле продовжувала виконувати свою роль в Al Jazeera, поки її не вбили в 2022 році. У липні 2021 року вона мала бути першою журналісткою Al Jazeera, яка вела пряму трансляцію з Каїра, коли мережі було дозволено повернутися через покращення відносин Єгипту та Катару. На момент смерті вона вивчала іврит, щоб краще розуміти наративи в ізраїльських медіа, і незадовго до цього отримала диплом із цифрових медіа.
Кар'єра Абу Аклех надихнула багатьох інших палестинців і арабів стати журналістами; її прямі телевізійні репортажі були особливо відомі. Після її смерті газети The New York Times і NPR назвали її «знаменитістю» серед палестинців. The Times of Israel охарактеризувала її як «досвідченого журналіста… серед найвидатніших діячів арабських ЗМІ». BBC назвала її широко відомою і такою, ким захоплюються як глядачі, так і колеги.
31 травня 2022 року ООН оголосила про перейменування своєї щорічної програми навчання на Програму навчання Ширін Абу Аклех для палестинських мовників і журналістів.

## Смерть
Абу Аклех у відповідь на питання An-Najah NBC, чи не боїться вона, що її можуть підстрелити під час репортажу, 2017 рік. 

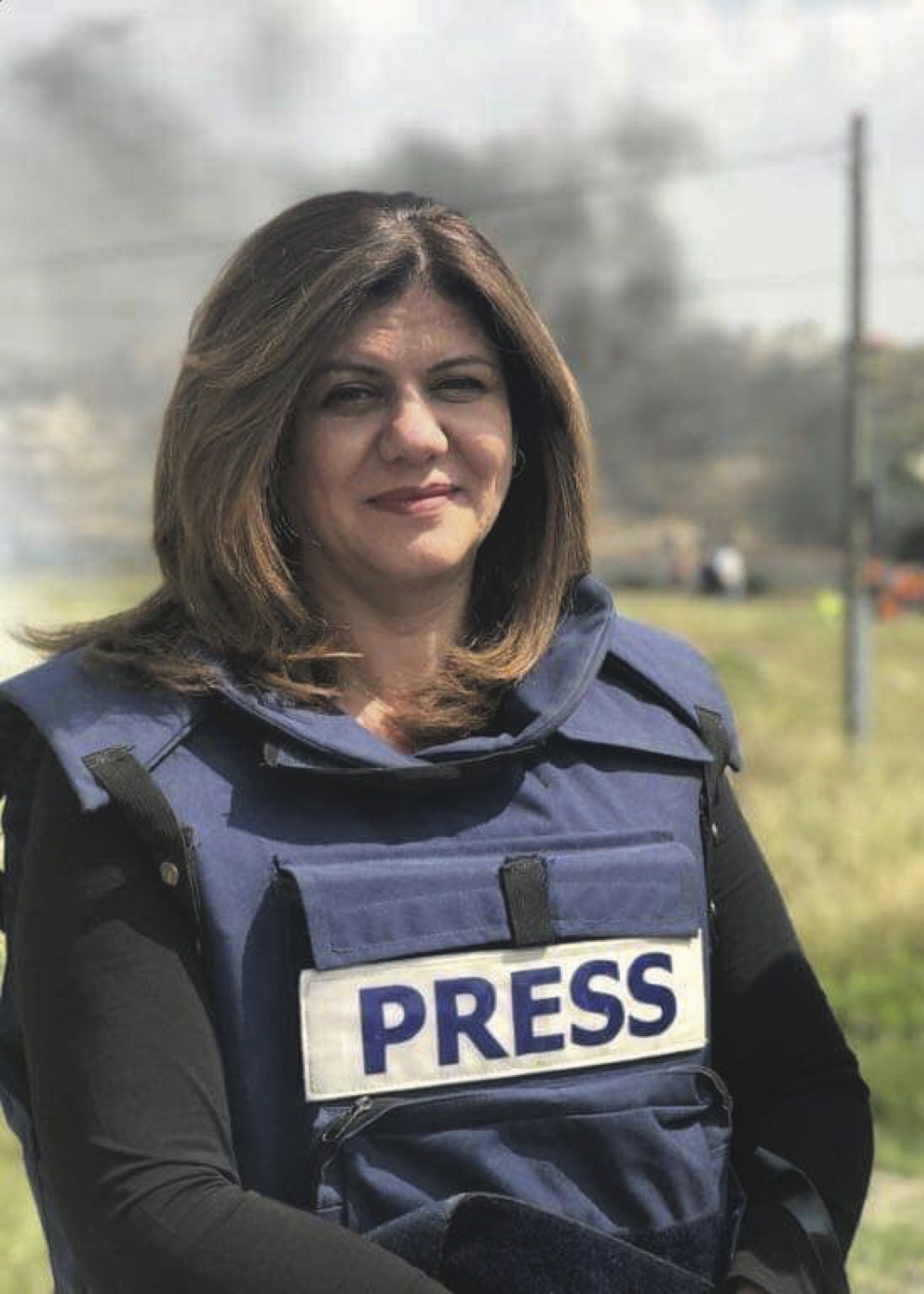
Абу Аклех у куртці з написом «PRESS» під час репортажу

11 травня 2022 року Міністерство охорони здоров'я Палестини оголосило про смерть Абу Аклех. Вона повідомляла про рейд ЦАХАЛу в таборі Дженін, коли, за словами свідків і Al-Jazeera, її нібито застрелили ЦАХАЛ. Al Jazeera звинуватила Ізраїль у навмисному нападі на журналістку. Тим часом цю думку спростовує ізраїльська місія при ООН у Женеві. Ізраїль наголосив, що на даному етапі немає можливості встановити, хто вбив, оскільки «Палестинська адміністрація відмовляється провести спільне розслідування та передати кулю [ізраїльській стороні]». Абу Аклех була присутня під час рейду, який, за словами ізраїльських військових, був спрямований на захоплення «підозрюваних у тероризмі». Аль-Джазіра повідомила, що її доправили до лікарні Ібн Сіна, де її було оголошено мертвою. Їй був 51 рік. Інший журналіст, Алі Самоді з газети Аль-Кудс, був поранений у спину, але вижив; двоє інших палестинців були доставлені в лікарню в стані середньої тяжкості. Лондонська газета Times повідомила, що в Абу Аклех поцілив снайпер. Шатха Ханайша, палестинська журналістка, сказала, що вона та четвертий журналіст, разом з Абу Аклех і Алі Самоді, були затиснуті ізраїльськими снайперами, які не припиняли вогонь навіть після того, як Абу Аклех впала, не даючи Ханайші затягнути жертву. Розтин в Національному університеті Ан-Наджа не зміг визначити, хто застрелив Абу Аклех; патологоанатом не знайшов доказів того, що в неї стріляли з близької відстані. Розтин підтвердив, що Абу Аклех була вбита бронебійною кулею, яка влучила їй у потилицю, і, вилетівши з чола, рикошетом відлетіла від шолома, спричинивши переломи черепа та пошкодження мозку. Кулю вилучили та направили на додаткову експертизу.

### Наслідки
Ізраїльські війська напали на дім Абу Аклех після її вбивства; вони конфіскували палестинські прапори та перешкоджали «виконанню націоналістичних пісень».
Тисячі людей зібралися в Рамаллі на честь Абу Аклех, де її тіло було перевезено до офісу мережі, щоб колеги, друзі та родина «попрощалися з нею». Журналісти Alternative Syndicate of the Press зібралися, щоб вшанувати Абу Аклех в центрі Бейрута. У її рідному місті Бейт-Ханіна щонайменше п'ятеро палестинців були поранені в зіткненнях з озброєними ізраїльськими солдатами, а щонайменше троє були затримані; натовп перед її будинком протестував проти її вбивства.

## Похорон

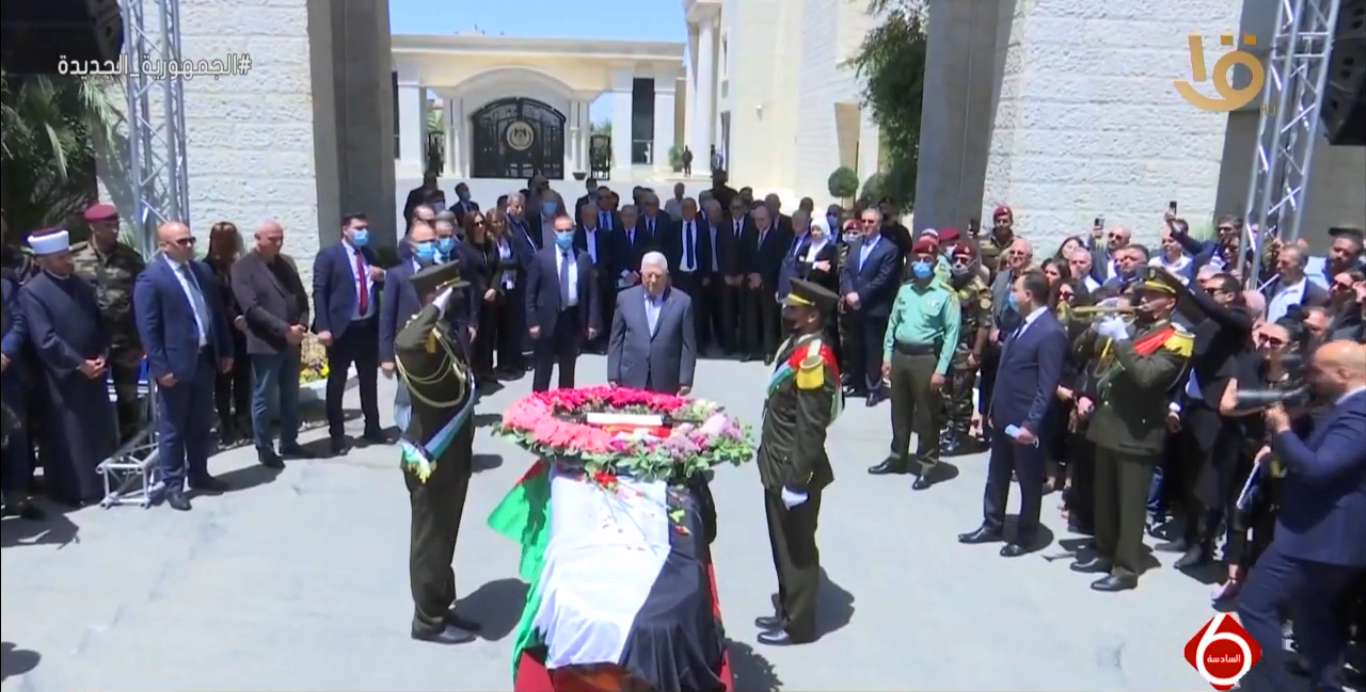
Офіційні похорони журналістки Ширін Абу Аклех у Рамаллі

Палестинська влада запланувала державну похоронну процесію, яка мала відбутися 12 травня 2022 року в Рамаллі, починаючи від штаб-квартири президента Палестини. Махмуд Аббас, президент Держави Палестина, планував бути присутнім. Брат Абу Аклех, Тоні, сказав, що він розмовляв з ізраїльською поліцією перед похоронами, і що поліція хотіла знати маршрут процесії, будь-які домовленості щодо похорону, і висловилась проти того, щоб під час процесії були палестинські прапори, гасла чи скандування.

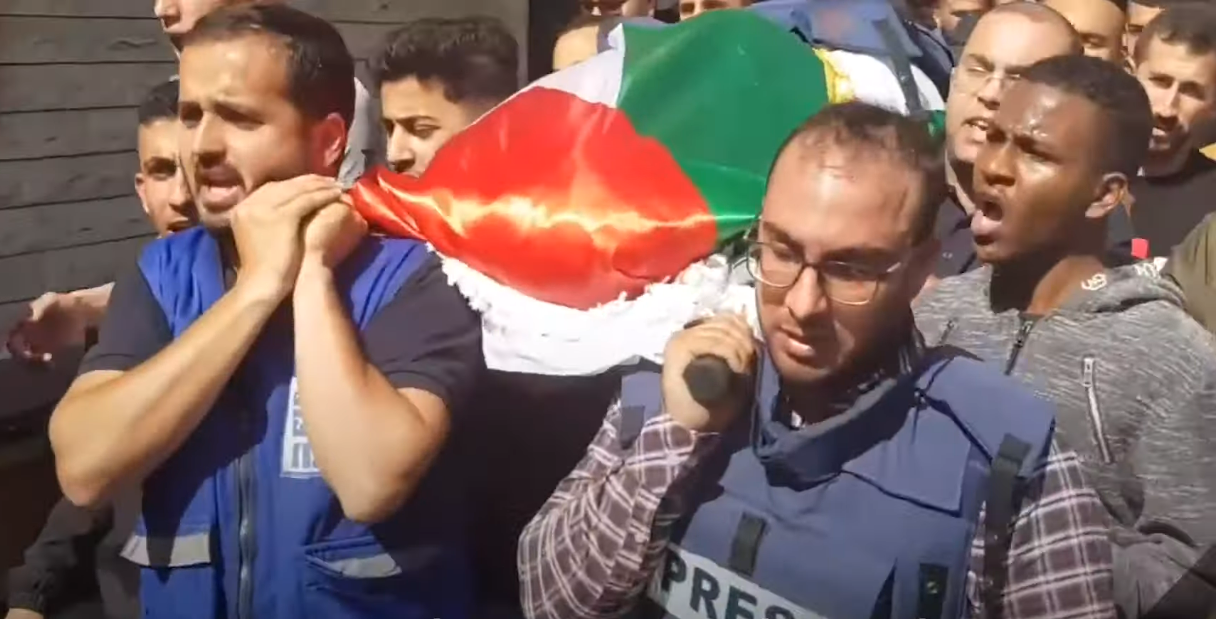
Скорботні люди несуть тіло Абу Аклех, загорнуте в палестинський прапор і синю куртку преси

Тіло Абу Аклех було перевезено з Дженіна через Наблус і Рамаллу на її похорон до Єрусалиму. Похорон Абу Аклех відбувся 13 травня у Східному Єрусалимі. На процесії зібрались тисячі осіб, багато з палестинськими прапорами. Процесія почалася в лікарні Святого Йосипа в Східному Єрусалимі. На початку похорону присутні наполягали на тому, щоб її тіло можна було нести на плечах що є звичайним явищем на палестинських похоронах. Ізраїльська поліція увірвалася крізь ворота та атакувала людей кийками та світлошумовими гранатами, деякі неодноразово били і штовхали ногами носіїв труни, які стояли спиною до стіни, в результаті чого труна ледь не впала на землю. Ізраїльська поліція заявила, що діяла на підставі того, що натовп «порушив громадський порядок», заявивши, що «300 бунтівників» намагалися захопити труну, але це твердження було оскаржено братом Абу Аклех. Ізраїльська поліція намагалася заборонити учасникам жалоби публічно демонструвати палестинський прапор, але присутні махали прапором і скандували «Палестина! Палестина!» Поліція заявила (без надання доказів), що в її співробітників кидали каміння. На відео видно, як поліцейський каже натовпу: «Якщо ви не припините ці скандування та націоналістичні пісні, нам доведеться вас розігнати силою, і ми не дозволимо провести похорон».
Відео, оприлюднене християнськими лідерами Східного Єрусалиму під час пресконференції 16 травня, показує, що насильство з боку ізраїльської поліції почалося ще до початку процесії. На кадрах, знятих з камер відеоспостереження, встановлених у лікарні Святого Йосипа, видно, як десятки ізраїльських поліцейських штурмують будівлю лікарні, поки труна Абу Аклех ще не покинула будівлю, де вони б'ють, штовхають і топчуть пацієнтів; офіцери також кидали світлошумові гранати, поранивши та спричинивши опіки медперсоналу, і стріляли кулями невідомої природи по зовнішній частині території.
Пізніше труну завантажили на катафалк і перевезли до собору Благовіщення Пресвятої Богородиці для похорону, а звідти пішки перенесли на грецький православний цвинтар на горі Сіон, де вона була похована поруч зі своїми батьками.
Європейський Союз оприлюднив заяву, в якій говориться, що він «вражений насильством у лікарні Святого Йосипа та рівнем невиправданої сили, яку застосувала ізраїльська поліція під час похоронної процесії». 16 травня госпіталь Святого Йосипа, який керує монастирем, процитував заяву організації, що представляє 15 християнських конфесій, групу Християнських церков Святої Землі, у якій говориться, що «дії поліції являли собою „вторгнення та непропорційне застосування сили“… (та) серйозне порушення міжнародних норм і правил, включаючи основоположне право на свободу релігії» Директор лікарні Джаміль Кусса сказав, що «тепер стало зрозуміло, що метою насильства з боку поліції була сама труна», і що намір ізраїльської поліції полягав у тому, щоб тероризувати людей у будівлі. В інтерв'ю CNN брат Абу Акле описав дії поліції як «навмисні та жорстокі» та сказав, що вони могли натомість заблокувати дороги, щоб зупинити процесію. Він також спростував версію ізраїльської поліції про те, що у поліції була домовленість із родиною Абу Аклех. Племінниця Абу Аклех розповіла, що під час нападу поліції ізраїльський офіцер погрожував їй побиттям.
Ізраїль заявив, що проведе «повне розслідування того, що сталося під час похорону, щоб винести уроки з цієї події». Висновки мали бути представлені в належний час. Через кілька днів після похорону одного з палестинців, що носив труну та був побитий ізраїльською поліцією, заарештували й помістили в одиночну камеру; поліція заявила, що арешт не був пов'язаний з похоронами, але відмовилася надати обґрунтування своїх дій. Однак, за словами адвоката носія труни, допити справді стосувалися похорону Абу Аклех.
Міністерство охорони здоров'я Ізраїлю заявило, що розгляне факт насильства під час похорону. Станом на 24 травня директор St. Joseph's Джаміль Кусса сказав, що ніхто з міністерства чи поліції не зв'язувався з ним. 16 червня ізраїльська поліція оголосила, що внутрішнє розслідування поведінки поліції на похоронах Абу Аклех було завершено, і результати були передані комісару поліції Кобі Шабтаю та міністру громадської безпеки Омеру Бар-Леву. Хоча висновки не були оприлюднені, Шабтай оприлюднив відповідну заяву про те, що «похоронна процесія журналістки Ширін Абу Аклех була складною подією. Неможливо залишатися байдужим до складних сцен», стверджуючи, що інцидент необхідно належним чином розглянути, «щоб такі чутливі події, як ці, не порушувалися насильством з боку учасників заворушень», і що «під моїм керівництвом поліція переглянула поведінку сил на місцях з метою винесення уроків і поліпшення оперативної поведінки в подібних інцидентах у майбутньому». Як Haaretz, так і Jerusalem Post заявили, що розслідування виявило неправомірну поведінку поліції, але напередодні розслідування було вирішено, що дисциплінарних стягнень застосовувати не буде.

## Реакція

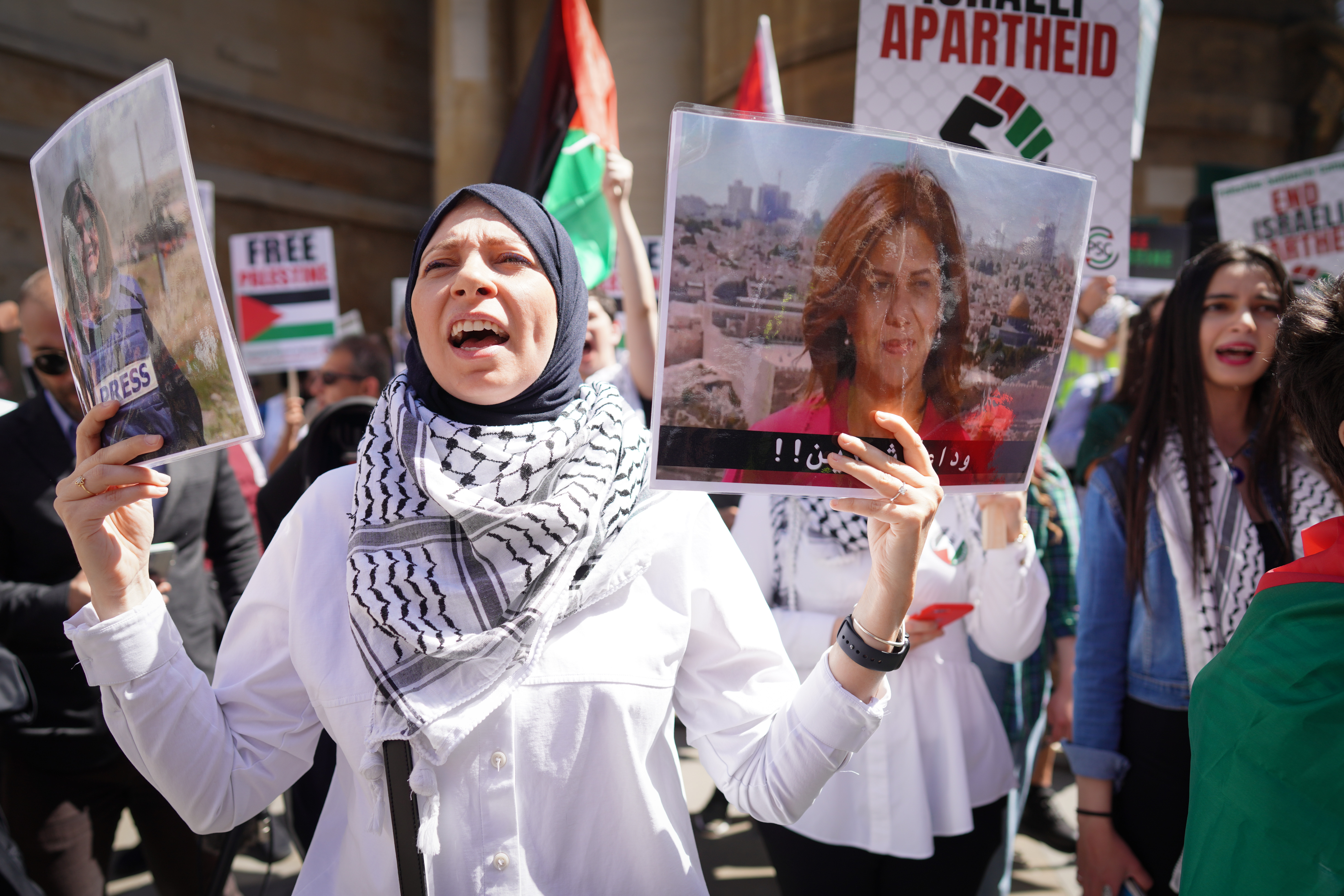
Демонстрантка у Лондоні тримає фотографії Абу Аклех, 14 травня

Смерть Абу Аклех викликала широке обурення. Аль-Джазіра описала вбивство Абу Аклех як «жахливий злочин, який порушує міжнародні норми» і такий, що був скоєний «холоднокровно». Керуючий директор мережі Джайлз Трендл заявив, що мережа «шокована і засмучена» її смертю, і закликав до прозорого розслідування.
Президент Аббас заявив, що вважає ізраїльські сили «повністю відповідальними» за смерть Абу Аклех. Хуссейн аль-Шейх, міністр цивільних справ Палестини, а з 26 травня 2022 року генеральний секретар виконавчого комітету Організації визволення Палестини, змінивши на цій посаді Саеба Ереката, написав у Twitter, що Абу Аклех «загинула мученицькою смертю від куль ізраїльскої окупації», додавши, що «злочин замовчування» було «вчинено ще раз, і правда вбита кулями ізраїльської окупації». Глава місії Палестини у Великій Британії Хусам Зомлот описав Абу Аклех як «улюблену журналістку» і свою близьку подругу.
Посол Сполучених Штатів в Ізраїлі Томас Р. Найдес сказав: «Я закликаю до ретельного розслідування обставин її смерті та поранення принаймні ще одного журналіста сьогодні в Дженіні». Речник Державного департаменту США Нед Прайс і посол США в ООН Лінда Томас-Грінфілд рішуче засудили вбивство. Перший назвав це «образою свободи ЗМІ всюди» і сказав, що винні «мають бути притягнуті до відповідальності», а другий закликав до «ретельного розслідування».
11 травня спеціальний доповідач ООН по Палестині Франческа Альбанезе заявила, що злочин є «серйозним порушенням міжнародного гуманітарного права і потенційно є військовим злочином згідно з Римським статутом Міжнародного кримінального суду». 13 травня експерти Організації Об'єднаних Націй з прав людини, Альбанезе та троє інших доповідачів ООН, повторили цю тезу, після чого Рада Безпеки ООН прийняла рідкісну одностайну резолюцію, яка засудила вбивство та вимагала «негайного, ретельного, прозорого та неупередженого розслідування її вбивства».
У річницю смерті Аклех Комітет захисту журналістів заявив, що існує «смертоносна модель» того, як Ізраїль вбив 20 журналістів з 2001 року, не притягнувши нікого до відповідальності. За даними організації «Репортери без кордонів» (RSF), з 2018 року 144 палестинських журналіста були поранені ізраїльськими силами в секторі Газа, на Західному березі річки Йордан і в Східному Єрусалимі. У квітні 2022 року Міжнародна федерація журналістів подала скаргу до Міжнародного кримінального суду, звинувативши ізраїльські сили в систематичних нападах на журналістів. У скарзі детально описуються чотири випадки, де Ахмед Абу Хусейн, Ясер Муртаджа, Муат Амарне і Недал Ештаєх, як стверджується, стали мішенню для нападів. Директор RSF Крістоф Делуар назвав її вбивство порушенням Женевських конвенцій та резолюції Ради Безпеки ООН 2222 про захист журналістів. Він заявив, що RSF «розчарований» пропозицією Яїра Лапіда про участь Ізраїлю в спільному розслідуванні смерті Абу-Аклех, заявивши, що замість цього «має бути розпочато незалежне міжнародне розслідування». Комітет захисту журналістів закликав до «швидкого, негайного і прозорого розслідування» цього вбивства, тоді як Міжнародна федерація журналістів засудила вбивство «ізраїльськими військами» і закликала до «негайного розслідування». Amnesty International назвала це «кривавим нагадуванням про смертоносну систему, в якій Ізраїль утримує палестинців» і закликала припинити «незаконні вбивства» палестинців ізраїльськими силами. Палестинський синдикат журналістів описав це вбивство як «явне вбивство, скоєне ізраїльською окупаційною армією».
Мохаммед бін Абдулрахман бін Джассім Аль Тані, віце-прем'єр-міністр Катару, засудив те, що він назвав «жахливими злочинами окупації проти беззбройного палестинського народу». Заступник міністра закордонних справ Лолва Аль-Хатер написав у Твіттері « спонсорований державою ізраїльський тероризм має бути припинений» і «безумовна підтримка Ізраїлю має бути припинена». Міністерство закордонних справ Кувейту оприлюднило заяву, в якій засудило те, що вони назвали вбивством Абу Аклех ізраїльськими силами; аналогічні заяви зробили МЗС Єгипту, Афганістану, Пакистану, Джибуті, Китаю, Ірану та ПАР.
Смерть Абу Аклех викликала протести в багатьох містах світу під час святкування Дня Накба, включаючи Лондон, Нью-Йорк і Вашингтон, округ Колумбія, серед інших. Це також було засуджено Художниками Палестини у Великобританії у відкритому листі, опублікованому 19 травня 2022 року, який підписали понад 100 митців, включаючи Педро Альмодовара, Анджелу Девіс, Сьюзан Сарандон, Арундаті Рой і Марка Руффало. У листі, в якому Ізраїль описується як держава апартеїду, засуджується «вбивство ізраїльськими окупаційними силами високоповажної палестинської журналістки Ширін Абу Аклех», а також подальший «напад озброєних до зубів ізраїльських сил на палестинських плакальників».
24 травня відбулося засідання РБ ООН за формулою Аррія, присвячене захисту журналістів. Про вбивство Абу Аклех говорили багато доповідачів. Абдеррахім Фукара, голова офісу Al Jazeera Network для Америки, сказав на зустрічі, що Абу Аклех була «холоднокровно вбита ізраїльською кулею», і сказав, що «Мережа має докази та свідків, які підтверджують цю позицію».
Лист від 24 демократів у Сенаті закликав адміністрацію Байдена розслідувати вбивство. Комітет зі зв'язків із громадськістю США (AIPAC) виступив проти цього листа. Раніше сенатори Джон Оссофф і Мітт Ромні висунули двопартійну вимогу щодо повного та прозорого розслідування. Це сталося після попереднього листа в травні, підписаного 57 демократами Палати представників з вимогою незалежного розслідування вбивства.
Сім'я Абу Аклех зустрілася з держсекретарем США Ентоні Блінкеном у Вашингтоні 26 липня. Після зустрічі Ліна Абу Аклех, її племінниця, написала у Twitter, що сім'я наполягає на продовженні «розслідування в США, яке призведе до реальної відповідальності», «хоча він взяв на себе певні зобов'язання щодо вбивства Ширін, ми все ще чекаємо, чи відповість ця адміністрація на наші заклики щодо #JusticeForShireen»,
Сполучені Штати з серпня тиснуть на Ізраїль, щоб той переглянув правила збройних сил ЦАХАЛ. 6 вересня заступник речника Державного департаменту Ведант Пател заявив: «Ми продовжуватимемо тиснути на Ізраїль прямо та тісно на найвищому рівні, щоб той переглянув свою політику та практику щодо цього, щоб переконатися, що щось подібне не повториться в майбутньому.» Однак 7 вересня заступник прем'єр-міністра Ізраїлю Нафталі Бенет заявив, що правила ведення бойових дій «визначатимуть командири ЦАХАЛу незалежно від будь-якого тиску — внутрішнього чи зовнішнього».

## Розслідування

### Початкові розслідування в Ізраїлі

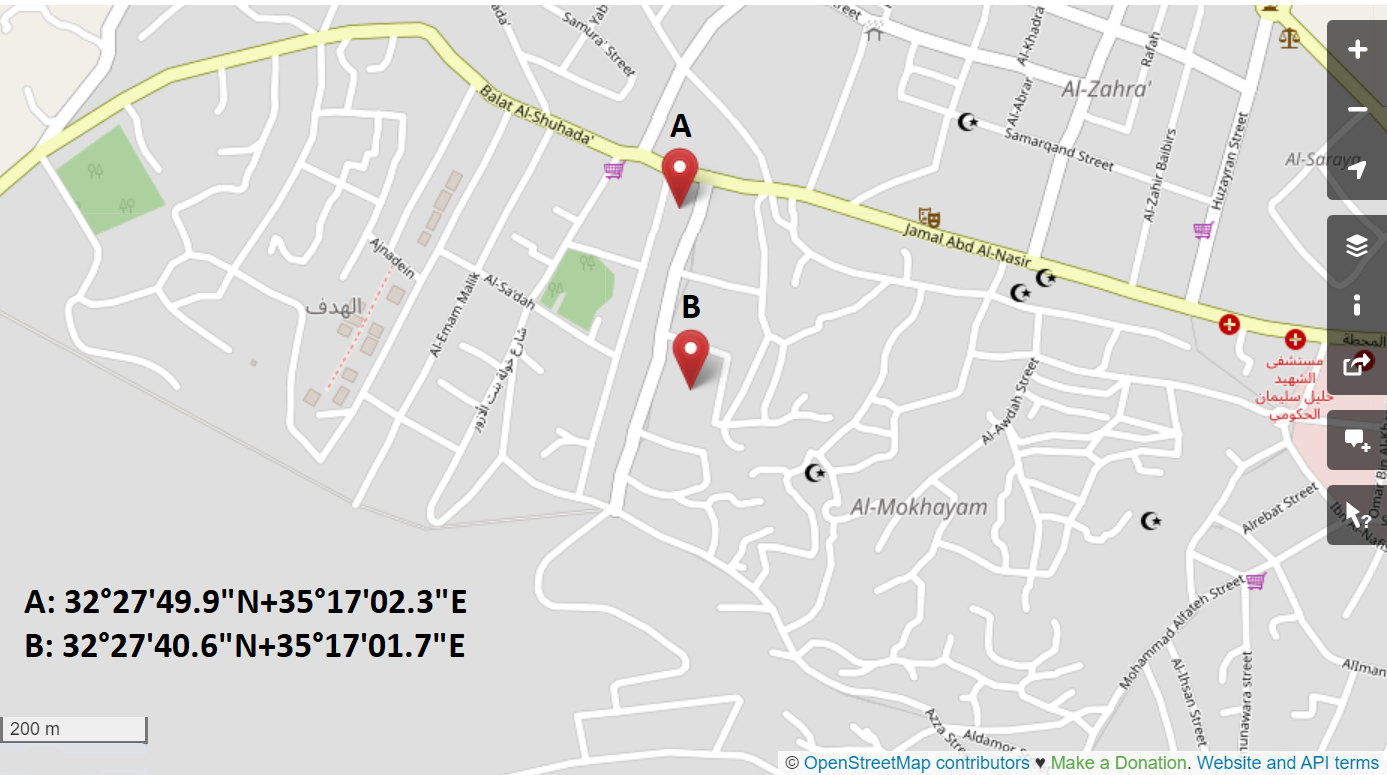
Карта від Бецелем показує, де написано, що Армія оборони Ізраїлю обмінювалася вогнем з бойовиками (B) і місце, де було вбито Аклех (A).

Прем'єр-міністр Ізраїлю Нафталі Бенет спочатку опублікував твіт, в якому звинуватив у смерті журналістки палестинських бойовиків, посилаючись на відео, опубліковане ізраїльськими військовими. Правозахисна організація Бецелем задокументувала точне місце, звідки палестинські бойовики, зображені на цьому відео, вели вогонь, а також точне місце, де було вбито Абу Аклех, зазначивши, що ці два місця були на відстані сотень метрів і розділені кількома стінами і будівлями. The Washington Post перевірила відстань між двома місцями. Розслідування Бецелем, оприлюднене через кілька годин після офіційних повідомлень Ізраїлю, також виявило, що алея, зображена на кадрі, не була поблизу місця, де була убитий Абу Аклех, і що для бойовиків було «неможливо» влучити в Абу Аклех або будь-кого в її оточенні. Пізніше того ж дня командувач ізраїльськими військовими генерал-лейтенант Авів Кохаві сказав: «На даному етапі ми не можемо визначити, від чийого вогню вона постраждала, і ми шкодуємо про її смерть». Роберт Маккі з The Intercept сказав, що ізраїльська армія пізніше оприлюднила записи з натільних камер, щоб показати, що її сили були обстріляні палестинськими бойовиками, а порівняння з відео, записаним дослідником Бецелем пізніше того ж дня, підтвердило, що «ізраїльські солдати перебували в кінці алеї, де стріляв палестинський бойовик», і коли «ізраїльські солдати відступили з цього провулка, вони вийшли на ту саму вулицю, на якій стояла Абу Аклех, коли її застрелили». Увечері Бенні Ганц сказав: «Ми намагаємося з'ясувати, що саме сталося» і «Я не маю остаточних висновків», і пообіцяв прозоре розслідування. За даними ізраїльських військових, палестинські бойовики вели вогонь по солдатах ЦАХАЛу, після чого солдати відкрили вогонь у відповідь. ЦАХАЛ оприлюднив відео, на якому видно, як палестинські бойовики стріляють у таборі Дженін, нібито в районі, де була убита Абу Аклех. На відео чути, як бойовик каже: «Вони [палестинські бойовики] поцілили одного, вони поцілили в солдата, він лежить на землі». Оскільки під час операції жоден ізраїльський солдат не постраждав, ізраїльська влада заявила, що, ймовірно, палестинці застрелили Аклех помилково, вважаючи її солдатом. Повідомлення Haaretz визнало таку можливість малоймовірною, оскільки кілька будівель перекрили пряму лінію видимості між тим бойовиком і репортеркою.
За словами Амоса Харела, ізраїльські повідомлення про інцидент були надто поспішними та ризикували викликати підозри в приховуванні. Міністр зв'язку Йоаз Хендел сказав Ісраель Гайом, що він припускає, що причиною її смерті є палестинська стрілянина. Згідно з Haaretz, військовий речник Ран Кочав сказав громадському радіо Kan Bet: «Ми запропонували палестинцям провести негайне розслідування, спільне розслідування, щоб з'ясувати, хто застрелив палестинку», але такої пропозиції не було зроблено, і минуло кілька годин до міністра закордонних справ. Яїр Лапід обговорив ситуацію з високопоставленим чиновником ПНА (Палестинської влади) Хусейном аль-Шейхом, який заперечив, що надходили будь-які пропозиції. Тимчасове розслідування ЦАХАЛу звузило обставини її смерті до двох сценаріїв: або випадок невибіркової стрілянини палестинців, а інший, можливо, випадковий вогонь ізраїльського снайпера.
Кілька очевидців, у тому числі двоє журналістів, які стояли поруч з Абу Аклех, повідомили, що безпосередньо перед її смертю в районі було відносно тихо, і там не було жодного палестинця, ні цивільного, ні іншого, заперечуючи заяви Ізраїлю про те, що вона загинула під час перехресного вогню. Аль-Джазіра повідомила, що, за словами керівника бюро в Рамаллі Валіда Аль-Омарі, палестинські бойовики не стріляли; Мустафа Баргуті з Палестинської національної ініціативи також заявив, що на місці події «не було перестрілки». Аль-Омарі також заявила, що Абу Аклех була в шоломіа постріл був зроблений в незахищену ділянку під вухом, припускаючи, що це свідчить про те, що вона була «навмисною мішенню». На відео стрілянини видно, що Абу Аклех одягнена у синій бронежилет з чітким написом «PRESS». На кадрах, опублікованих днями пізніше, які зображують останні кілька хвилин перед стріляниною проти команди Аль-Джазіри, не було видно і не чутно жодного бою. Фотокореспондент Agence France-Presse повідомив, що ізраїльські війська застрелили Абу Аклех.

### Подальші розслідування
Сполучені Штати вимагали прозорого розслідування, Європейський Союз — незалежного розслідування та підтримки Верховного комісара ООН з прав людини Мішель Бачелет. Кілька незалежних груп почали власні розслідування. Bellingcat провів відео- та аудіоаналіз соціальних медіа з палестинських та ізраїльських військових джерел, дійшовши висновку, що, хоча озброєні люди та ізраїльські солдати були присутні, озброєні люди були набагато далі, і докази підтвердили свідчення свідків про те, що, ймовірно, відповідальним був ізраїльський вогонь. Стрілянина, каже Bellingcat, була «повільною і навмисною, припускаючи прицілювання, а не розпилення куль, спрямованих на інший об'єкт або людину». 16 червня 2022 року Al Jazeera повідомила, що отримала зображення кулі, і що, згідно з балістичними та судово-медичними експертами, куля із зеленим наконечником була розроблена для пробивання броні та калібру 5,56 мм для використання в гвинтівці M4, такій самій, як регулярно використовується ізраїльськими військами. Палестинські бійці також використовують M4. Ізраїльська правозахисна група Бецелем також провела розслідування, «зігравши ключову роль у тому, що військові відмовилися від своїх початкових тверджень про те, що палестинські озброєні люди були відповідальними» за смерть".
Associated Press також провело реконструкцію подій, заявивши, що це «підтверджує твердження як палестинської влади, так і колег Абу Аклех, що куля, яка вбила її, була випущена з ізраїльської зброї», і що «будь-яка переконлива відповідь, ймовірно, виявиться невловимою через серйозну недовіру між двома сторонами, кожна з яких має одноосібне володіння потенційно вирішальними доказами». Розслідування CNN, яке переглянуло 11 відео та опитало очевидців і експерта з вогнепальної зброї, заявило, що нові докази свідчать про те, що «Абу Аклех була застрелена під час цілеспрямованої атаки ізраїльських сил».
26 травня Jerusalem Post повідомила, що Палестина завершила своє розслідування, передала результати в адміністрацію США, дійшовши висновку, що ЦАХАЛ «прямо і навмисно» націлився на Абу Аклех. Ізраїль відкинув звинувачення.
Палестинська влада відмовила Ізраїлю в проханні провести спільне розслідування, наполягаючи на результатах свого власного розслідування, яке показало, що ЦАХАЛ навмисно вбив Абу Аклех. Палестинська влада також відхилила прохання передати кулю Ізраїлю для балістичного тестування. Ізраїльський уряд ідентифікував зброю солдата, який міг убити її, але наполягав на тому, що він не може визначити, яка сторона здійснила смертельний постріл без кулі. Двопартійна група членів Конгресу Сполучених Штатів закликала адміністрацію Байдена натиснути на палестинську владу, щоб надати кулю для випробувань. Міністр оборони Ізраїлю Бені Ґанц заявив, що ЦАХАЛ звернувся до палестинців з проханням дозволити ізраїльтянам оглянути кулю. Ізраїль також запропонував спільне розслідування смерті, яке було відхилено Палестинською владою на тій підставі, що вона хоче незалежного розслідування.
Армія оборони Ізраїлю оголосила, що розпочала розслідування можливості того, що один із її солдатів застрелив Абу Аклех, розпочавши розслідування трьох інцидентів зі стріляниною, у яких брали участь їхні солдати, причому один із них стався на відстані 150 метрів, де знаходилася Абу Аклех. Представник ЦАХАЛу заявив, що це «найбільш вірогідна причетність до загибелі» трьох осіб, щодо яких ведеться розслідування. Невстановлений військовий речник повідомив журналістам, що була ідентифікована гвинтівка, яка могла бути використаною, але без кулі це неможливо підтвердити. Ізраїльські офіційні особи також підтвердили, що "солдати у військовій машині перебували приблизно за 140 м від місця, де працювали журналісти, і неодноразово відкривали вогонь приблизно в той час, коли була убита Абу Аклех.
Пізніше ЦАХАЛ оголосив, що хоча оперативне розслідування вбивства все ще триватиме, вони не будуть проводити розслідування у формі кримінального розслідування, заявивши, що з їхнього боку немає підозр у скоєнні злочинного діяння. Уряд Ізраїлю оприлюднив заяву про те, що кримінального розслідування не потрібно. Єш Дін звинуватив уряд Ізраїлю в тому, що він ухиляється від своїх обов'язків, ухиляючись від кримінального розслідування; Репортер Аль-Джазіри Імран Хан заявив, що «кримінальне розслідування проти офіцера або солдата ізраїльської армії, який перебуває на службі або бере участь в активній військовій операції» було б «абсолютно неспроможним» в нинішньому ізраїльському політичному кліматі, оскільки громадськість в цілому вважає ЦАХАЛ «недоторканними, як захисників Ізраїлю».
Після відмови Ізраїлю конгресмен Андре Карсон повідомив, що під листом до Блінкена з проханням провести розслідування ФБР станом на 19 травня було зібрано 55 підписів конгресменів. Окремо від заяви про те, що військова поліція не розпочинатиме розслідування вбивства через відсутність підозр у скоєнні злочину, ЦАХАЛ 19 травня оголосив, що ідентифікував зброю, з якої «можливо, було вбито Абу Аклех», хоча і заявив, що висновок залишиться непевним без проведення аналізу кулі. Генеральний прокурор Палестини Акрам аль-Хатіб заявив 2 липня, що куля була передана нещодавно прибулій «спеціалізованій групі експертів США» для проведення технічної експертизи. За словами Аль-Хатіба, тест буде проводитися в посольстві США в Єрусалимі, і «ми отримали гарантії від американського координатора, що експертиза буде проводитися ними і що ізраїльська сторона не братиме в ній участі», але, за словами Кочава, «тестування буде проводитися ізраїльськими слідчими в присутності американських спостерігачів». Державний департамент США згодом оголосив 4 липня, що тести незалежних балістичних експертів під наглядом США не дали остаточних висновків щодо зброї, з якої стріляли, але що американські чиновники дійшли висновку, що Аклех, найімовірніше, загинула від вогню з ізраїльських позицій, і що немає «жодних підстав вважати», що її вбивство було умисним. Американські слідчі мали «повний доступ» до розслідувань як ЦАХАЛу, так і Палестинської автономії. Палестинська прокуратура заперечує висновок США про те, що куля не може бути співставлена зі зброєю, і наполягає на тому, що вбивство було навмисним. 5 липня США підкреслили, що не проводили власного розслідування, але висновок є «підсумком» розслідувань, проведених Палестинською адміністрацією та Ізраїлем.
12 червня газета Washington Post опублікувала результати власного розслідування, згідно з якими ізраїльський солдат у ідентифікованому конвої «імовірно застрелив Абу Аклех». Хоча ЦАХАЛ заявив, що бойовик відкрив «кілька загороджувальних вогнів» по колоні до того, як солдат ЦАХАЛу відкрив вогонь у відповідь, аналіз не виявив жодних доказів перестрілки, що передувала вбивству. ЦАХАЛ відмовився повідомити, чи був цей конвой тим самим, що розслідується. 20 червня газета New York Times опублікувала те, що вона назвала «місячним розслідуванням», дійшовши висновку, що «куля, яка вбила пані Абу Аклех, була випущена приблизно з місця розташування ізраїльського військового конвою, швидше за все, солдатом з елітного підрозділу». Крім того, The Times виявила, що в районі, де працювала Абу Аклех, не було палестинських бойовиків, коли її застрелили, спростовуючи заяви ізраїльських військових, що солдат ЦАХАЛу застрелив її, це сталося через зіткнення з палестинськими бойовиками в районі на час.
24 червня Управління Верховного комісара ООН з прав людини повідомило, що на основі інформації, наданої ЦАХАЛом і генеральним прокурором Палестини, а також перегляду фото, дійшло висновку, що Абу Аклех була убита кулею, випущеною ЦАХАЛом на основі інформації, наданої ЦАХАЛом та палестинським генеральним прокурором, а також вивчення фото-, відео- та аудіоматеріалів, відвідування місця події, консультацій з експертами, аналізу офіційних повідомлень та опитування свідків. Прес-секретар сказав: «Дуже тривожно, що влада Ізраїлю не провела кримінальне розслідування».
Ізраїльська правозахисна організація «Єш Дін» проаналізувала ізраїльські військові записи про судові переслідування в результаті військових розслідувань і виявила, що ізраїльські сили «майже повністю безкарні від кримінального переслідування у випадках, коли палестинцям завдали шкоди солдати ЦАХАЛу», і, крім того, що механізми розслідування армії не є адекватним, оскільки дані показують, що «навіть коли армія проводить розслідування, воно не призводить до правосуддя», з лише 5 кримінальними переслідуваннями, що становить 2 % від усіх отриманих скарг у 2019—2020 роках.
5 вересня ЦАХАЛ оприлюднив результати свого власного розслідування, встановивши, що існує «висока ймовірність», що Абу Аклех «випадково потрапила» під вогонь армії, але не буде розпочинати кримінальне розслідування. У звіті стверджувалося, що армія зазнала обстрілу з боку палестинців у цьому районі, заявивши, що армія не може остаточно зробити висновок про те, що Абу Аклех була вбита палестинськими озброєними бойовиками, і що в її смерті немає жодних підозр у кримінальному діянні. Відео інциденту не підтвердило твердження про те, що палестинські бійці вели вогонь з місця події. Associated Press повідомило, що під час брифінгу з журналістами «вищий військовий чиновник» сказав, що ізраїльський солдат «з дуже високою ймовірністю» помилково ідентифікував Абу Аклех і помилково застрелив її. Він не пояснив, чому твердження Ізраїлю про палестинську стрілянину в цьому районі суперечили свідченням очевидців і відеозаписам. Сім'я Абу Аклех продовжувала закликати до незалежного розслідування Сполученими Штатами та розслідування Міжнародного кримінального суду, заявляючи, що звіт ЦАХАЛу «намагався приховати правду та уникнути відповідальності», і що «Наша сім'я не здивована таким результатом, оскільки для всіх очевидно, що ізраїльські військові злочинці не можуть розслідувати свої власні злочини». Сенатор-демократ від штату Меріленд Кріс Ван Голлен також відкинув ізраїльський звіт, заявивши, що його висновки суперечать доказам, і повторив свій заклик до незалежного розслідування в США вбивства Абу Аклех. Асоціація іноземної преси, яка представляє міжнародні ЗМІ, що висвітлюють Ізраїль та палестинські території, заявила, що висновки ЦАХАЛу «викликають серйозні питання щодо дій військових того дня та серйозні сумніви щодо їх заявленого зобов'язання захищати журналістів у майбутньому», тоді як Комітет із захисту журналістів, який виступає за свободу преси в усьому світі, заявив, що звіт «не дає відповідей — за будь-якими мірками прозорості чи підзвітності — на які заслуговує її родина та колеги». Прем'єр-міністр Ізраїлю Яїр Лапід заперечив заклики до кримінального переслідування, заявивши, що солдат «захищав себе від вогню терористів». Він додав, що «ніхто не буде диктувати наші правила бойових дій» і що «наші солдати мають повну підтримку уряду […] і народу».
20 вересня спільне розслідування, оприлюднене Al-Haq і Forensic Architecture, міжнародною дослідницькою групою, прийшло до висновку, що Абу Аклех та її колеги були об'єктами «навмисного нападу Ізраїлю».

### Анонс розслідування США
Міністерство юстиції США почало розслідування вбивства, повідомило міністерство оборони Ізраїлю 15 листопада 2022 року. Міністр оборони Бені Ґанц назвав розслідування «серйозною помилкою». Він сказав, що «ЦАХАЛ провело незалежне та професійне розслідування, деталі якого було представлено американцям», і «я чітко дав зрозуміти американським представникам, що ми стоїмо за солдатами ЦАХАЛу, що ми не будемо співпрацювати з жодним зовнішнім розслідуванням, і ми не допустимо втручання у внутрішні справи Ізраїлю». Троє ізраїльських і американських чиновників повідомили Axios, що Білий дім і Державний департамент повідомили уряду Ізраїлю, що вони не стоять за рішенням ФБР розпочати розслідування. 14 листопада 19 демократів Палати представників представили окремий закон, Закон про правосуддя для Ширін, який вимагає звіт про вбивство. 15 листопада Amnesty International у своїй заяві, реагуючи на оголошення про розслідування, заявила, що «Ізраїль не може продовжувати безкарно вбивати палестинців».

### Передача справи до Міжнародного кримінального суду
23 травня міністр закордонних справ Палестини Ріяд аль-Малікі оголосив, що справу Абу Аклех разом із доказами інших порушень із боку Ізраїлю було передано до прокурора Міжнародного кримінального суду.
26 травня, в той самий день, коли Палестина заявила, що завершила своє розслідування та передала висновки адміністрації США, Al Jazeera заявила, що подасть позов до МКС щодо вбивства та «ізраїльського бомбардування та повного знищення офісу Al Jazeera в Газі в травні 2021 року, а також постійні підбурювання та напади на її журналістів, які працюють на окупованих палестинських територіях». Родина Абу Аклех заявила, що дала дозвіл на передачу справи про її вбивство до Міжнародного кримінального суду(МКС).
20 вересня, того самого дня, коли завершилося спільне розслідування Al-Haq і Forensic Architecture, юристи та правозахисні групи передали справу про розстріл до Міжнародного кримінального суду від імені її родини. 6 грудня Al Jazeera представила нові докази та оголосила про подання окремої офіційної скарги в МКС проти ізраїльських військ у зв'язку з вбивством.
Речник Державного департаменту США Нед Прайс заявив, що США вже давно протестують проти розслідування Міжнародним кримінальним судом у Палестині. Він сказав, що МКС має зосередитися на покаранні та попередженні жорстоких злочинів. Яїр Лапід, колишній прем'єр-міністр Ізраїлю, сказав: «Ніхто не буде проводити розслідування щодо ізраїльських солдатів і ніхто не буде проповідувати нам про етику війни, точно не Al Jazeera».

## Пам'ять і спадок
11 травня 2023 року друзі та родина Абу Аклех знову закликали до правосуддя та відповідальності за її смерть. Приурочений до цієї смерті, Комітет із захисту журналістів (CPJ) оприлюднив звіт із висновками про те, що Ізраїль допустив вбивство військовослужбовцями щонайменше 20 журналістів, 18 з яких палестинців, зниклих безвісти з 2001 року.
Друг і колишня колега Далія Хатука зазначила: «Роки спостережень за тим, як правосуддя для палестинців не здійснюється, підказують мені, що ми не повинні очікувати багато чого. Але якщо ми зосередимося на позитивних моментах, то я ніколи не бачила нічого подібного до того, що було на її похороні… Це показало, як її любили та поважали. Ширін надихнула ціле покоління молодих жінок і чоловіків, які захоплюються нею та її роботою і хочуть йти її слідами».
Раніше того тижня в Рамаллі відбувся меморіальний концерт, який відвідали сотні людей, щоб відзначити новаторське життя та кар'єру Абу Аклех у ЗМІ та її спадщину. Кілька музичних творів, які грали, були створені на пам'ять про це у виконанні молодих жінок з Національної музичної консерваторії імені Едварда Саїда та дівочого хору з Єрусалиму.
Кілька університетів уже оголосили про присудження нагород і стипендій імені Абу Аклех, а вулицю в Рамаллі названо на її честь, а музей медіа, який планується відкрити у 2025 році, також носитиме її ім'я.
26 жовтня 2023 року Армія оборони Ізраїлю зруйнувала бульдозером і осквернила меморіал, встановлений на місці її вбивства в Джаніні.